# Armand de Turenne
Armand Jean Galliot Joseph de Turenne (1. dubna 1891, Le Mans, Francie – 10. prosince 1980, Paříž) byl 19. nejúspěšnějším francouzským stíhacím pilotem první světové války s celkem 15 uznanými a 5 pravděpodobnými sestřely.
Sloužil postupně u escadrille GB.1, N.48 a SPA.12.
Během války získal mimo jiné tato vyznamenání: Médaille militaire, Légion d'honneur, francouzský Croix de Guerre, britský Military Cross a belgický Croix de Guerre.